# Nikolaus Sulzberger
Nikolaus Peter Sulzberger (* 19. Dezember 1938 in Zwickau; † 4. Juli 2014 in Tirol, Österreich) war ein deutscher Opernregisseur.

## Leben
Sulzberger lernte sein Regiehandwerk zunächst an der Deutschen Oper Berlin als Assistent des Generalintendanten und Chefregisseurs Gustav Rudolf Sellner. In Berlin war er langjährig u. a. auch als Abendspielleiter tätig.
Erste Erfolge als Regisseur erzielte er am Staatstheater Kassel, wo er bei Jacques Offenbachs Les contes d'Hoffmann und Carl Maria von Webers Freischütz auch erstmals mit dem von ihm besonders geschätzten Ausstatter Günter Walbeck zusammenarbeitete.
Am Berliner Haus erarbeitete er 1972 unter der musikalischen Leitung von Giuseppe Patanè Cavalleria rusticana, auch an einem Experiment mit Valentino Fioravantis Opera buffa Le cantatrici villane versuchte er sich. Anschließend wurde ihm die Inszenierung von Richard Strauss Arabella mit Gundula Janowitz in der Titelrolle übertragen.
Als Chefregisseur der Oper wechselte er an das Opernhaus Essen, wo er zahlreiche Inszenierungen mit verschiedenen Bühnenbildnern und Dirigenten erarbeitete, darunter u. a. dem GMD Heinz Wallberg und Matthias Aeschbacher und vielfach mit den Solisten Anita Salta und Wicus Slabbert. 1978 kehrte Sulzberger nach Berlin zurück und inszenierte dort u. a. Peter Tschaikowskys Pique Dame (Dirigent: Gerd Albrecht).
Sulzberger war mit der Sopranistin Gundula Janowitz verheiratet und lebte seit 1992 in der Umgebung von St. Pölten, Niederösterreich.